# Catharina Halkes

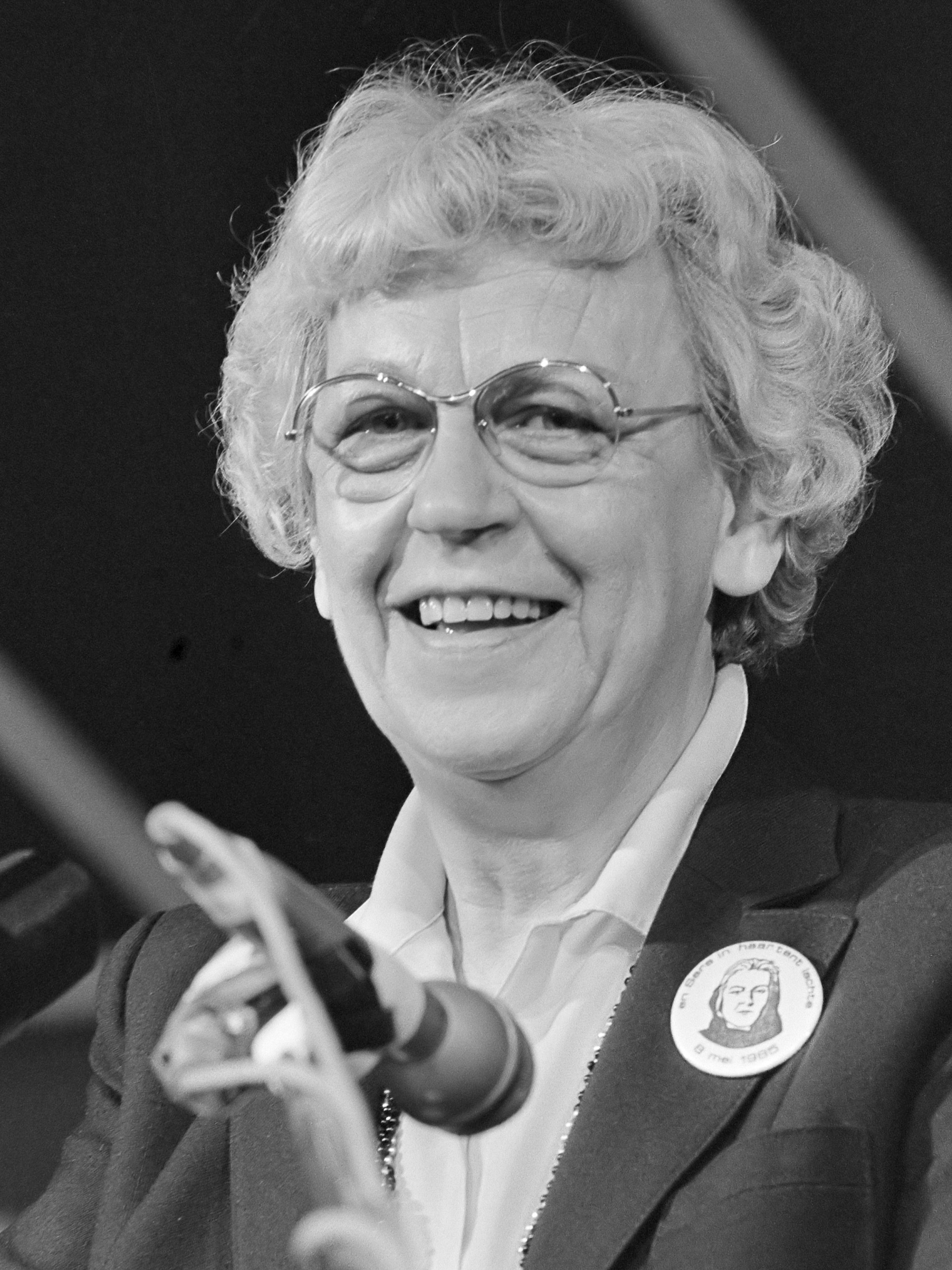
Tine Halkes em 1985.

Catharina Joanna Maria Halkes (Vlaardingen, 2 de julho de 1920 — Nijmegen, 21 de abril de 2011) foi uma teóloga e feminista holandesa, notável por ter sido a primeira professora de feminismo e Cristianismo da Holanda, na Radboud University Nijmegen, de 1983 a 1986. Uma Católica Romana, que originalmente foi educada em holandês, língua e literatura, tornou-se ativa no movimento das mulheres dentro da igreja, e ganhou certa notoriedade quando foi proibida de dirigir-se ao Papa João Paulo II durante sua visita à Holanda, em 1985. Ela é considerada a mãe fundadora da teologia feminista na Holanda.

## Trabalhos
- Gott hat nicht nur starke Söhne. Grundzüge einer feministischen Theologie, 1980, ISBN 3-579-00371-2
- Zoekend naar wat verloren ging. Enkele aanzetten voor een feministische theologie, 1984; deutsche Übersetzung: Suchen, was verlorenging. Beiträge zur feministischen Theologie, 1985, ISBN 3-579-00487-5
- ... en alles zal worden herschapen. Gedachten over de heelwording van de schepping in het spanningsveld tussen natuur en cultuur, 1989 (ISBN 90-259-4393-4); deutsche Übersetzung: Das Antlitz der Erde erneuern. Mensch, Kultur, Schöpfung, 1990, ISBN 3-579-00499-9
- (com Edward Schillebeeckx): Maria. Gisteren, vandaag, morgen, 1992 (ISBN 90-244-1536-5); englische Übersetzung: Mary. Yesterday, today, tomorrow, 1993, ISBN 0-334-02540-0
- Aufbrechen und Weitergehen: auf dem langen Weg der christlichen Frauenbefreiung, 1994, ISBN 3-88095-073-3